# Офіційний день народження короля
Офіційний день народження короля (англ. King's Official Birthday) або Офіційний день народження королеви, якщо монарх — жінка (англ. Queen's Official Birthday) — національне свято у Сполученому Королівстві та більшості країн Співдружності націй. День, коли офіційно святкується день народження британського монарха (але зазвичай не співпадає зі справжнім днем народження).
Традицію святкування офіційного дня народження започаткував король Георг II 1748 року. За переказами, король бажав влаштувати на свій день народження (10 листопада) пишне свято, але через погану осінню погоду він вирішив поєднати святкування свого дня народження з щорічним військовим парадом, який проходив влітку. З того часу у Британії виникла традиція офіційного святкування дня народження монарха (зазвичай, у травні або червні).

## Велика Британія

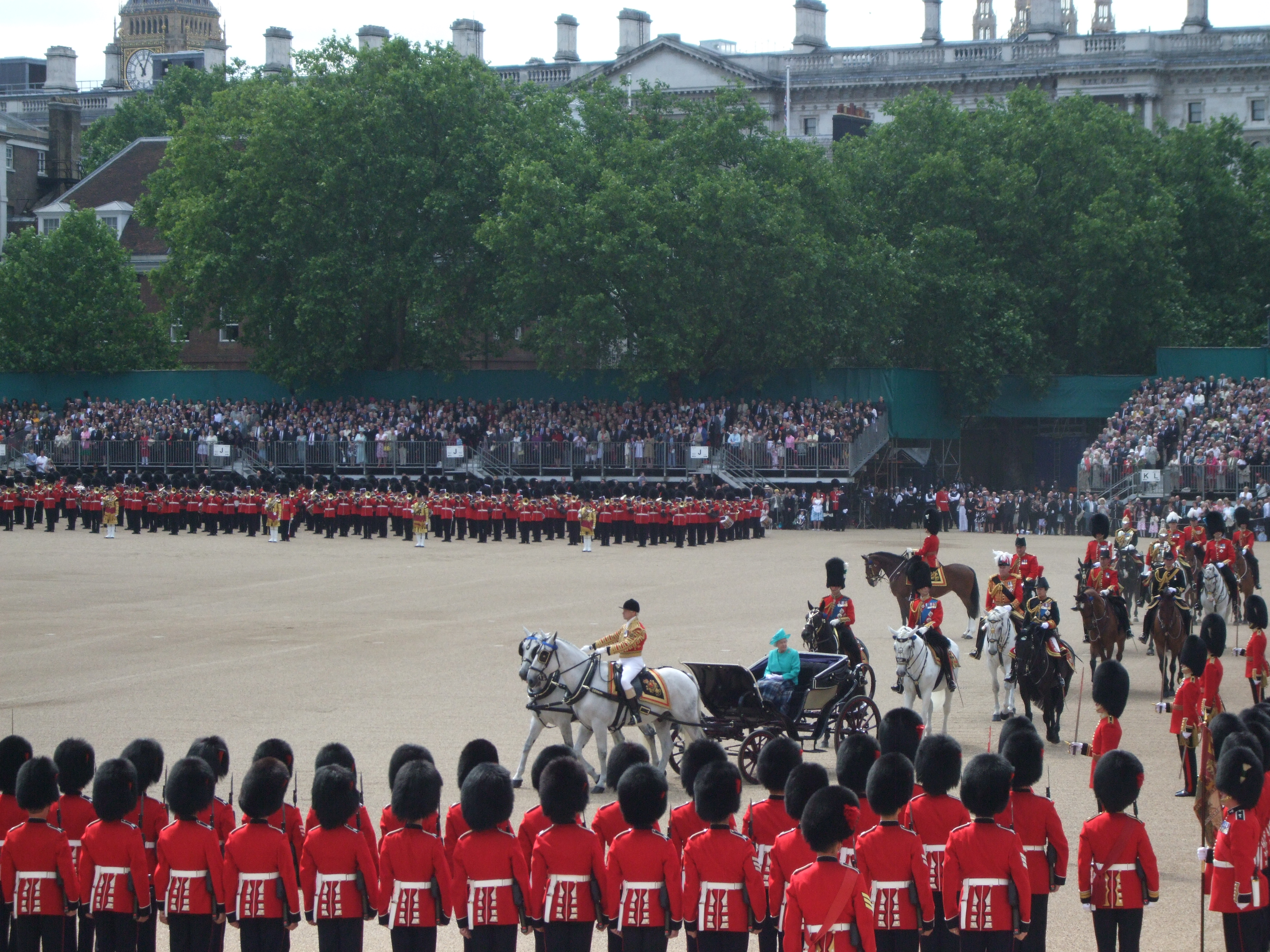
Королева Єлизавета II на параді Trooping the Colour під час святкування свого дня народження, 2008 рік

У Великій Британії день народження монарха святкують з 1748 року. Навіть якщо монарх народжувався у травні або червні, святкування часто проводились в інший день. Король Едуард VII (народився 9 листопада) святкував свій день народження влітку. Георг VI (народився 14 грудня), святкував свій день народження з 7 по 12 червня. Офіційний день народження Єлизавети II припадав, як правило, на другу суботу червня.
Щороку цього дня у Лондоні проводять військовий парад (Trooping the Colour). У британських дипломатичних місіях цей день іноді називають «Днем Сполученого Королівства». 
У деяких регіонах Шотландії також святкують день народження Вікторії останнього понеділка або 24 травня.

## Канада
День народження короля у Канаді відзначають з часів Георга III, задовго до Канадської конфедерації. 1845 року законодавчі збори провінції Канада затвердили статут, за яким день народження королеви Вікторії 24 травня ставав державним святом. Після смерті королеви 1901 року, свято стало Днем Вікторії і почало святкуватись на її честь в останній понеділок перед 25 травня. Свято є одним з 10 (у Квебеку — 11) офіційних оплачуваних вихідних.
В провінції Квебек, в силу особливості регіону, свято носить іншу назву і пов'язане з іншими подіями. Наприклад, з 1967 по 2003 роки воно носило назву «День Долара».

## Австралія
Більшість австралійських штатів, крім Західної Австралії і Квінсленду, святкують день народження короля у другий понеділок червня. Оскільки Західна Австралія святкує у ці дні заснування штату, губернатор проголосив що його будуть святкувати окремо, як правило останнього понеділка вересня або першого понеділка жовтня. 
На Острові Різдва день народження короля не святкують взагалі.

## Нова Зеландія
У Новій Зеландії День народження Короля є державним святом, що відзначається в перший понеділок червня. Святкування є переважно офіційними, включаючи список почесних гостей Дня народження Короля та військові церемонії. Були пропозиції, за певної політичної підтримки, замінити це свято на Матарікі (Маорійський Новий рік), як офіційне свято.
У 2022 році Закон про державне свято "Te Kāhui o Matariki"  оголосили офіційним святом, окремим від Дня народження Королеля, що зробило ці пропозиції застарілими.
Також існує пропозиція перейменування вихідного дня "День народження Короля" на вихідні Гілларі, на честь альпініста сера Едмунда Гілларі, була піднята у 2009 році.